# Acanthoscelides sexnotatus
Acanthoscelides sexnotatus is een keversoort uit de familie bladkevers (Chrysomelidae). De wetenschappelijke naam van de soort werd in 1874 gepubliceerd door Edouard Steinheil.